# Юаньфулиит
Юаньфулиит (англ. Yuanfuliite) — минерал, относится к боратам. Назван в честь китайского геолога профессора Юань Фули.

## Свойства
Юаньфулиит — непрозрачный минерал с алмазным молуметаллическим блеском. Имеет твердость по шкале Мооса 5-6. Встречается в виде небольших (до 1 мм) кристаллов ромбической сингонии. Юаньфулиит открыт в 1994 году в Китае (провинция Ляонин, уезд Куаньдянь, борное месторождение Чжуанмяо).

## Название на других языках
- немецкий — Yuanfuliit;
- испанский — Yuanfuliita;
- английский — Yuanfuliite.